# بدرية بنت إينال
بدرية بنت الأشرف إينال ( - 879 هـ) ذكرها السخاوي وقال: تزوجها مملوك أبيـها قبـل سلطنته، وحجت معه أكثر من مرة، ولما توفي عنها خلـف عليها بقراجا الطويل، نائب حماة. وتوفيت في بولاق ودفنت بتربـة أبيها.